# Святковий іфтар
Святковий іфтар (вечірка іфтар, також дават-е-іфтар) — зібрання, яке відбувається під час ісламського священного місяця Рамадан, де гості збираються разом, щоб розговитися на заході сонця. Ці події традиційно відзначаються з родиною та друзями, але вони перетворилися на більш складні соціальні та політичні збори в різних культурах. Вечірки іфтар поширюють цю практику на громадські заходи, наголошуючи на благодійності, соціальних зв'язках і міжконфесійному діалозі. Окремі особи, організації чи уряди можуть організовувати ці зібрання в різних масштабах і цілях.

## Історія та походження
Традиція спільного розговіння була частиною ісламської культури з перших днів ісламу. Проте проведення офіційних іфтарів, якими ми їх знаємо сьогодні, почало набувати популярності у ХХ столітті, особливо коли політичні лідери почали організовувати такі заходи для сприяння єдності та доброї волі між різними громадами.

## Родина і друзі
Сімейні іфтари організовують у ресторанах та культурних центрах. Сімейні вечірки на іфтар — це інтимні зустрічі, де родичі збираються разом, щоб розговітися після посту. На таких заходах часто подають традиційні страви, такі як фініки, сочевичний суп і регіональні делікатеси.
Іфтар-вечірки в колі друзів популярні завдяки своїй святковій і невимушеній атмосфері. Ці зустрічі часто включають поєднання традиційних і сучасних страв, прогулянки та спільні молитви.

## Соціальні іфтари
Іфтар-вечірки поширюються на ширші соціальні кола, включно з громадськими центрами, мечетями та благодійними організаціями. Як-от Глобальна програма іфтару Саудівської Аравії, що забезпечує їжею понад 1 мільйон людей у 61 країні через посольства та ісламські центри. Подібним чином Хранитель Програми двох святих подає іфтар для тисяч людей у Масджид аль-Харам і Мечеті Пророка.

## Політичні іфтари
Політичні іфтари влаштовують лідери та партії як жест доброї волі та звернення до мусульманської громади в усьому світі. Ці заходи часто відвідують впливові особи, зокрема політики, релігійні лідери та знаменитості. Хоча вони мають на меті сприяти суспільній злагоді, їх іноді критикують за символічність, а не впливовість.

### Австралія
В Австралії різні установи, як-от Університет Дікіна та Мельбурнський університет, регулярно організовують програми іфтар, наголошуючи на освіті та культурному обміні. 20 березня 2025 р. Асоціація австралійсько-йорданської громади (AJCA) провела Рамадан-іфтар.

### Бангладеш
У Бангладеш концепція політичних вечірок іфтар набрала обертів за режиму генерала Хусейна Мухаммада Ершада у 1980-х роках. Він використовував релігію в політиці через організовані іфтари, спрямовані на консолідацію підтримки та зміцнення свого лідерства.

### Індія
В Індії політичні іфтари стали невід'ємною частиною дипломатичної взаємодії, починаючи з епохи Джавахарлала Неру, який використовував ці заходи для зміцнення спільної злагоди. Індіра Ганді ще більше популяризувала цю практику, надавши їй «політичного забарвлення», стратегічно використовуючи ці пишні заходи, щоб охопити різні верстви суспільства.

### Велика Британія
4 березня 2025 року Палата громад провела свою першу в історії вечірку-іфтар під назвою «Великий іфтар», організовану Всепартійною парламентською групою з питань британських мусульман, на заході був присутній прем'єр-міністр Кір Стармер.

### США
У Сполучених Штатах вечірки іфтар також стали важливими політичними подіями, оскільки Білий дім проводить щорічні обіди іфтар. У 2025 році кілька членів американського Конгресу відвідали вечірку іфтар, організовану Всесвітньою мусульманською лігою (MWL) у Конгресі США у Вашингтоні.

## Інші

### Боллівуд/Баба Сіддік
Однією з іфтарів була вечірка Баби Сіддіка, видатного лідера NCP і колишнього міністра Махараштри. Відомий своїми глибокими зв'язками в Боллівуді, Сіддік щорічно влаштовував іфтар із зірками, який став яскравою подією. Його події приваблювали деякі з найбільших імен індійської кіноіндустрії, зокрема таких акторів, як Салман Кхан, Шахрукх Хан і Санджай Датт, а також режисерів і дизайнерів, таких як Кабір Кхан і Маніш Малготра.